# Hans-Jürg Fehr

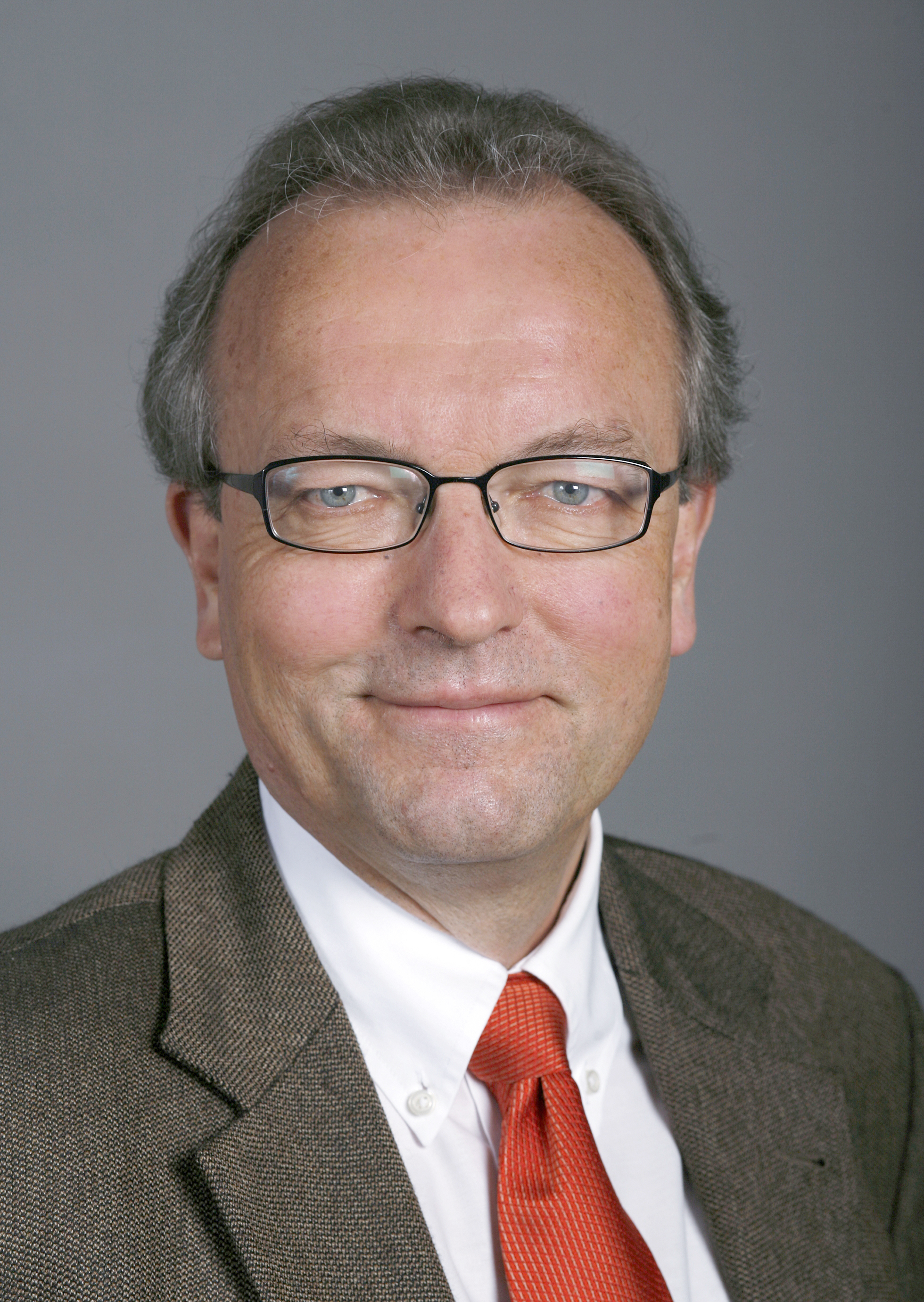
Hans-Jürg Fehr (2007)

Hans-Jürg Fehr (* 7. August 1948 in Rheinklingen, Kanton Thurgau) ist ein Schweizer Politiker (SP). Er war von 1999 bis 2013 Nationalrat, von 2004 bis 2008 war er Präsident der SP Schweiz.

## Tätigkeiten als Parlamentarier
Als Fehr bei den Wahlen 1999 in den Nationalrat gewählt wurde, konnte er bereits auf eine lange politische Karriere zurückblicken. Von 1983 bis 1984 war Fehr Mitglied des Stadtparlamentes von Schaffhausen, ebenfalls 1983 wurde er in den Grossen Rat (heute Kantonsrat) des Kantons Schaffhausen gewählt. 2009 trat er als Kantonsrat zurück. Fehr war Mitglied der nationalrätlichen Kommission für Wirtschaft und Abgaben und der Aussenpolitischen Kommission. Am 24. Mai 2013 gab Fehr seinen Rücktritt aus dem Nationalrat auf Ende der Sommersession 2014 bekannt. Er wolle damit den Schaffhauser SP-Sitz im Nationalrat für die nächsten Wahlen von 2014 stärken. Nachfolgerin wurde im September 2013 SP-Kantonsrätin und Präsidentin der Kantonalpartei Martina Munz.

## Fehr als Parteipolitiker
Fehr trat 1977 der SP bei. Vier Jahre später übernahm er für zwei Jahre das Präsidium der SP-Sektion der Stadt Schaffhausen. 1985 wurde er Vorstandsmitglied der SP. Ein Jahr nach seiner Wahl in den Nationalrat, im Oktober 2000, wurde er von den Delegierten der SP Schweiz zum Vizepräsidenten der SP gewählt. Am 6. März 2004 wurde er als Nachfolger von Christiane Brunner zum Präsidenten der SP Schweiz gewählt. Fehr schaffte es, innert kurzer Zeit, die letzten verblieben, parteiinternen Konflikte aus der Ära Ursula Koch weiter zu beruhigen, und die Partei in der Öffentlichkeit wieder geeint erscheinen zu lassen. Der parteiinterne Erfolg stand jedoch in einem starken Kontrast zur sinkenden Wählerstärke seiner Partei.
Am 26. Oktober 2007 hat Fehr seinen Rücktritt zum März 2008 angekündigt. Er zog damit die Konsequenzen aus der schweren Niederlage der SP bei den Schweizer Parlamentswahlen 2007. Am 1. März 2008 wurde an einem ausserordentlichen Parteitag in Basel Christian Levrat zu seinem Nachfolger gewählt.

## Politisches Profil
In der 46. Legislaturperiode (1999–2003) lag Fehr praktisch auf der Linie seiner Partei. Er positionierte sich klar für eine aussenpolitische Öffnung der Schweiz, für den Ausbau der sozialen Wohlfahrt, für eine gesellschaftliche Liberalisierung sowie für den Schutz der Umwelt. Befürwortend, aber doch kritischer als die mittlere Position seiner Fraktion positioniert sich Fehr in Bezug auf wirtschaftliche Liberalisierungen. Klar ablehnend steht Fehr einer restriktiven Ausländerpolitik und Steuersenkungen gegenüber.

## Sonstiges
Hans-Jürg Fehr ist Historiker und hat als Mittelschullehrer, Redaktor und Verlagsleiter gearbeitet. Er ist verheiratet und wohnt in Schaffhausen. Fehr präsidierte von 2008 bis 2018 die NGO Schweizerisches Arbeiterhilfswerk bzw. Solidar Suisse. Er ist Verwaltungsratspräsident der az Verlags AG, welche die Schaffhauser AZ herausgibt.

## Publikationen
(Auswahl)
- Der lange Streit um die Fischer-Freiheit. Der Konflikt von Rheinklingen und Wagenhausen mit dem Kanton Schaffhausen 1880 bis 1940. Beiträge zur Geschichte von Rheinklingen, Band 1, Verlag am Platz, Schaffhausen 2020. ISBN 978-3-908609-12-4
- Bauern gegen Schiffschlepper. Die Güterschifffahrt zwischen Schaffhausen und Stein am Rhein in motorlosen Zeiten. Beiträge zur Geschichte von Rheinklingen, Band 2, Verlag am Platz, Schaffhausen 2021. ISBN 978-3-908609-13-1
- Der tiefe Fall der Dorfkönige. Rheinklingens verschwiegener Finanzskandal. Beiträge zur Geschichte von Rheinklingen, Band 3, Verlag am Platz, Schaffhausen 2022. ISBN 978-3-908609-15-5
- Das Dorf unter der Erde. Archäologische Forschungen und Erkenntnisse zu Rheinklingens Vorgeschichte. Beiträge zur Geschichte von Rheinklingen, Band 4, Verlag am Platz, Schaffhausen 2024. ISBN 978-3-908609-18-6